# SV Darmstadt 98/Saison 2008/09
Die Saison 2008/09 des SV Darmstadt 98 war die 111. Saison in der Vereinsgeschichte. Darmstadt 98 trat nach dem Aufstieg aus der viertklassigen Fußball-Oberliga Hessen 2007/08 in der (aufgrund der Einführung der 3. Fußball-Liga 2008/09 nun viertklassigen) Fußball-Regionalliga 2008/09 an.
Im DFB-Pokal 2008/09 erreichten die Lilien die erste Runde, erreichten im Hessenpokal 2008/09 das Finale und gewannen den Regionalpokal 2008/09 sowie den Kreispokal 2008/09.

## Verlauf der Saison

### Personalveränderungen und Saisonvorbereitung
Der Neuanfang in der Fußball-Oberliga Hessen 2007/08 hatte dem Verein spürbar gut getan. So blieb auch der Großteil der Oberliga-Erfolgsmannschaft dem Kader in der Regionalliga erhalten, einzig Torhüter Bastian Becker (zum SSV Jahn Regensburg) und Top-Torjäger Sebastian Glasner (zum FC Erzgebirge Aue) konnten nicht gehalten werden und wechselten in die 3. Fußball-Liga 2008/09. Genau andersherum verhielt es sich mit dem erfahrenen Mittelfeldspieler Michael Aničić, dem trotz seiner Siegtreffer im Hessenpokalfinale 2007/08 und klarem Bekenntnis kein neuer Vertrag beim SV Darmstadt 98 angeboten wurde, da man zukunftsorientiert jüngere und kostengünstigere Spieler fördern wollte. Vielversprechende Neuzugänge waren die Mittelfeldspieler Sebastian Szikal und Christoph Weber vom 1. FC Nürnberg, die sich dort in der Fußball-Bundesliga 2007/08 nicht durchsetzen konnten. Auch holte man einige der besten Oberliga-Spieler der Konkurrenten der vergangenen Saison wie die Verteidiger Markus Brüdigam von Viktoria Aschaffenburg oder Marco Betz von Germania Ober-Roden. Neuer Stammtorwart wurde Rainer Adolf vom 1. FSV Mainz 05 II, die Kapitänsbinde übernahm Innenverteidiger Daniel Rasch, U19-Talent Christopher Nguyen bekam einen Vertrag für die erste Mannschaft und die bisherigen Stürmer Elia Soriano, Rudi Hübner und Fabio Eidelwein wurden durch Andreas Baufeldt vom TSV 1860 München II ergänzt.
Im Rahmen der Saisonvorbereitung stellte man ein Tagesturnier im Stadion am Böllenfalltor namens „Hessen-Cup“ auf die Beine, an dem neben dem SV Darmstadt 98 auch die damals höherklassigen Vereine Kickers Offenbach, FSV Frankfurt und SV Wehen Wiesbaden teilnahmen. Das ursprünglich für mehrere Saisons angedachte Event wurde jedoch aufgrund des unterwältigenden Interesses nur einmalig ausgetragen. Neben Freundschaftsspielen gegen Erstligist Bayer 04 Leverkusen (1:4) oder dem internationalen Gegner Hapoel Ramat Gan (2:1) erzielte man beim Zehntligisten TSV Nieder-Ramstadt mit 22:0 ein ungewöhnlich hohes Ergebnis. Im Tagesturnier beim KSV Hessen Kassel erreichte man das Finale gegen den Gastgeber und gewann dort im Elfmeterschießen, indem alle drei Darmstädter Schüsse im Tor landeten, Kassel jedoch mit allen drei Elfmetern am Darmstädter Torhüter Rainer Adolf scheiterte.

### Hinrunde
Am 10. August 2008 bestritten die Lilien ihr Erstrundenspiel im DFB-Pokal 2008/09, für welches sie sich durch den Gewinn des Hessenpokals 2007/08 qualifiziert hatten. Gegen den Zweitligisten SV Wehen Wiesbaden verlor man mit 0:2. Auch der Ligastart verlief holprig, nach einem Unentschieden gegen den SC Pfullendorf konnte erst im sechsten Spiel, gegen FC Eintracht Bamberg, gewonnen werden. Die Form der Darmstädter besserte sich aber im Laufe der Hinrunde, die mit Siegen gegen die SpVgg Unterhaching II (3:1) und den Karlsruher SC II (2:0) abgeschlossen wurde. Im letzten Spiel für die Lilien von Fabio Eidelwein, dessen Wintertransfer zurück in die Oberliga Hessen zum TSV Eintracht Stadtallendorf bereits feststand, erzielte dieser zum Abschied gegen den Karlsruher SC II in der 90. Minute den 2:0-Endstand. Auch Sebastian Heß, Davide Faga und Christoph Weber konnten sich in der Regionalliga nicht durchsetzen und verließen den Verein.

### Rückrunde
Wichtigster Winterzugang war Mittelfeldspieler Sven Sökler vom SSV Reutlingen 05, der die Mannschaft verstärkte. Auch Emmanuel Peterson, der bei der U23-Mannschaft SV Darmstadt 98 II in der sechstklassigen Verbandsliga Hessen Süd mit vielen Toren und guten Leistungen auf sich aufmerksam machte, wurde in die Regionalligamannschaft geholt, konnte seine Leistungen dort jedoch nicht abrufen. Zum Heimspiel gegen den SSV Ulm 1846 mobilisierten die Fans möglichst viele Zuschauer zu einem „Rekordspiel“, um den Rekord der höchsten Zuschauerzahl in der vierten Liga zu brechen. So kamen am 7. März 2009 insgesamt 11.100 Zuschauer ins Stadion am Böllenfalltor, die Zeuge davon wurden, wie der SV Darmstadt 98 mit 0:4 gegen Ulm verlor und somit keine ideale Werbung für die laufende Saison machte.
Trainer Gerhard Kleppinger hatte bereits in der Winterpause angekündigt, zur Saison 2009/10 zum Zweitligisten FSV Frankfurt zu wechseln und dort den Posten als Co-Trainer zu übernehmen. Neuer Cheftrainer ab der Saison 2009/10 sollte Živojin Juškić werden, der von 2000 bis 2007 für den SV Darmstadt 98 spielte und seit 2007 als Co-Trainer mit Kleppinger zusammenarbeitete. Als die Lilien nach 7 Spielen in der Rückrunde nur einen Sieg, ein Unentschieden und fünf Niederlagen verbuchen konnten, wurde der Trainerwechsel vorgezogen und am 21. April 2009 Živojin Juškić als neuer Cheftrainer im Amt bestätigt. Der Einstand gegen den Rivalen SV Waldhof Mannheim ging mit 1:1 unentschieden aus. In den 9 Spielen bis zum Saisonende konnte Juškić mit zwei Siegen, drei Unentschieden und vier Niederlagen die Regionalligasaison 2008/09 auf Platz 15 mit 37 Punkten abschließen, womit die Klasse gehalten wurde; Unabhängig davon, dass sowohl Viktoria Aschaffenburg, als auch der TSV Großbardorf beide keine erneute Regionalligalizenz beantragten und den Zwangsabstieg in die fünftklassige Oberliga wählten. Vor dem einzigen sportlichen Abstiegsplatz 18, den die SpVgg Unterhaching II mit 17 Punkten belegte, hatte Darmstadt dementsprechend 20 Punkte Vorsprung.
Brisanter war zum Saisonende hin der Hessenpokal 2008/09, da sich wie immer nur der Sieger dieses Wettbewerbs am DFB-Pokal des Folgejahres qualifizierte. Hatte in den Vorjahren 2006, 2007 und 2008 stets der SV Darmstadt 98 den Hessenpokal gewonnen und am DFB-Pokal teilgenommen, so traf man in dieser Saison im Finale auf den Drittligisten Kickers Offenbach, der nach seinem Abstieg aus der 2. Bundesliga ebenfalls am Hessenpokal teilnehmen musste. Statt auf neutralem Boden wurde das Hessenpokalfinale am 27. Mai 2009 beim klassenhöheren Offenbach im Stadion am Bieberer Berg ausgetragen. Überraschend kam dabei Christian Wiesner zum Einsatz, der bereits in der Vorsaison nach einer gegnerischen Grätsche am 4. April 2008 beim Oberligaspiel gegen den 1. FC Schwalmstadt so schwer mit Schien- und Wadenbeinbrüchen verletzt wurde, dass er seither ausfiel und über die gesamte Saison 2008/09 auch nicht berücksichtigt wurde. Trainer Juškić hielt die Genesung nach 13 Monaten zunächst geheim und berücksichtigte Wiesner auch in der Regionalliga nicht, um im wichtigen Hessenpokal eine „Geheimwaffe“ zu haben. Tatsächlich machte Überraschungs-Rückkehrer Christian Wiesner ein überragendes Spiel, welches jedoch dennoch beim Drittligisten Offenbach mit 0:1 verloren wurde, weswegen sich die Darmstädter nicht für den DFB-Pokal 2009/10 qualifizierten.

## Personalien

### Sportliche Leitung und Vereinsführung
| Name                                | Funktion                  |
| Trainer- und Betreuerstab           | Trainer- und Betreuerstab |
| ----------------------------------- | ------------------------- |
| Gerhard Kleppinger (bis 20.04.2009) | Cheftrainer               |
| Živojin Juškić (ab 21.04.2009)      | Cheftrainer               |
| Ferenc Rott                         | Torwart-Trainer           |
| Tom Eilers                          | Sportmanager              |
| Michael Weingart                    | Mannschaftsarzt           |
| Helmut Koch                         | Betreuer                  |
| Präsidium                           |                           |
| Hans Kessler                        | Präsident                 |
| Helmut Zeitträger                   | Vize-Präsident            |
| Peter Haas                          | Vize-Präsident            |
| Albert Filbert                      | Finanzen                  |
| Wolfgang Arnold                     | Amateurabteilungen        |

### Kader
| Kader Saison 2008/09 | Kader Saison 2008/09 | Kader Saison 2008/09   | Kader Saison 2008/09 | Kader Saison 2008/09   | Kader Saison 2008/09 | Kader Saison 2008/09 |
| -------------------- | -------------------- | ---------------------- | -------------------- | ---------------------- | -------------------- | -------------------- |
| Nr.                  | Spieler              | Nat.                   | Geburtsdatum         | vorheriger Verein      | Ligaspiele           | Ligatore             |
| Torhüter             |                      |                        |                      |                        |                      |                      |
| 01                   | Rainer Adolf         | Deutschland            | 13.12.1984           | 1. FSV Mainz 05        | 32                   | 0                    |
| 21                   | Dennis Fromm         | Deutschland            | 21.05.1987           | Rot-Weiß Frankfurt     | 2                    | 0                    |
| Abwehr               |                      |                        |                      |                        |                      |                      |
| 02                   | Patrick Neumann      | Deutschland            | 26.03.1976           | SSV Ulm 1846           | 26                   | 1                    |
| 03                   | Michael Bodnar       | Polen                  | 02.01.1982           | SV Waldhof Mannheim    | 25                   | 0                    |
| 04                   | Marco Betz           | Deutschland            | 11.08.1986           | Germania Ober-Roden    | 8                    | 0                    |
| 15                   | Daniel Rasch         | Deutschland            | 06.04.1981           | RSV Würges             | 12                   | 1                    |
| 18                   | Christian Wiesner    | Deutschland            | 22.09.1981           | SpVgg Bayreuth         | 0                    | 0                    |
| 22                   | Pascal Pellowski     | Deutschland            | 18.12.1988           | SC Viktoria Griesheim  | 28                   | 0                    |
| 33                   | Christian Remmers    | Deutschland            | 19.02.1984           | MSV Duisburg           | 28                   | 0                    |
| 61                   | George Worcester U19 | Vereinigtes Konigreich | 28.02.1991           | Erster Verein          | 1                    | 0                    |
| Mittelfeld           |                      |                        |                      |                        |                      |                      |
| 05                   | Krisztián Szollár    | Ungarn                 | 30.08.1980           | Preußen Münster        | 28                   | 1                    |
| 06                   | Davide Faga          | Italien                | 24.11.1987           | Eintracht Frankfurt    | 0                    | 0                    |
| 07                   | Sebastian Heß        | Deutschland            | 21.10.1987           | TuS Mechtersheim       | 1                    | 0                    |
| 07                   | Sven Sökler          | Deutschland            | 09.11.1984           | SSV Reutlingen         | 14                   | 2                    |
| 10                   | David Kienast        | Deutschland            | 01.04.1989           | VfB Stuttgart          | 18                   | 2                    |
| 11                   | Nikola Jovanovic     | Serbien                | 19.11.1973           | FSV Frankfurt          | 28                   | 6                    |
| 16                   | Simon Schmidt        | Deutschland            | 14.01.1984           | Viktoria Aschaffenburg | 25                   | 2                    |
| 19                   | Sebastian Szikal     | Deutschland            | 17.11.1986           | 1. FC Nürnberg         | 29                   | 3                    |
| 26                   | Christoph Weber      | Deutschland            | 26.08.1986           | 1. FC Nürnberg         | 7                    | 0                    |
| 45                   | Blerton Muca U19     | Nordmazedonien         | 11.02.1990           | Erster Verein          | 4                    | 0                    |
| 34                   | Christopher Nguyen   | Vietnam                | 13.01.1988           | Erster Verein          | 25                   | 1                    |
| 39                   | Silas Rauschmayr U23 | Deutschland            | 25.05.1987           | Kickers Offenbach      | 7                    | 0                    |
| 47                   | Muharrem Reka U19    | Kosovo                 | 16.03.1990           | TSV Nieder-Ramstadt    | 1                    | 0                    |
| Angriff              |                      |                        |                      |                        |                      |                      |
| 09                   | Fabio Eidelwein      | Brasilien              | 13.06.1975           | SC Waldgirmes          | 14                   | 1                    |
| 13                   | Elia Soriano         | Italien                | 26.06.1989           | TSG 1846 Darmstadt     | 29                   | 12                   |
| 14                   | Rudi Hübner          | Deutschland            | 15.06.1986           | Viktoria Griesheim     | 30                   | 4                    |
| 20                   | Alvano Kröh          | Deutschland            | 11.07.1985           | SV Erzhausen           | 13                   | 1                    |
| 23                   | Andreas Baufeldt     | Deutschland            | 15.03.1984           | TSV 1860 München       | 31                   | 6                    |
| 35                   | Emmanuel Peterson    | Ghana                  | 31.03.1986           | VfL Schwerte           | 4                    | 0                    |
| 46                   | Ali Kandemir U19     | Turkei                 | 11.04.1990           | Erster Verein          | 3                    | 0                    |

### Transfers

#### Transfers Winter 2008/09
| Emmanuel Peterson | SV Darmstadt 98 II |
| Sven Sökler       | SSV Reutlingen 05  |

| Fabio Eidelwein | TSV Eintracht Stadtallendorf |
| Davide Faga     | Jacksonville Northsiders FC  |
| Sebastian Heß   | Rot-Weiss Frankfurt          |
| Christoph Weber | SpVgg Greuther Fürth II      |

#### Transfers Sommer 2008
| Rainer Adolf       | 1. FSV Mainz 05 II  |
| Andreas Baufeldt   | TSV 1860 München II |
| Marco Betz         | Germania Ober-Roden |
| Dennis Fromm       | KSV Baunatal        |
| David Kienast      | VfB Stuttgart U19   |
| Patrick Neumann    | SSV Ulm 1846        |
| Christopher Nguyen | SV Darmstadt 98 U19 |
| Sebastian Szikal   | 1. FC Nürnberg      |
| Christoph Weber    | 1. FC Nürnberg      |

| Michael Aničić      | Wormatia Worms      |
| Faouzi Atmani       | vereinslos          |
| Bastian Becker      | SSV Jahn Regensburg |
| Christian Eckerlin  | vereinslos          |
| Sebastian Glasner   | FC Erzgebirge Aue   |
| Abdelkader Jellouli | Viktoria Urberach   |
| Ahmet Sahinler      | SV Darmstadt 98 II  |
| Christoph Stahl     | FSV Hollenbach      |
| Jörg Staniczek      | SV Sandhausen       |

## Spiele

### Regionalliga Süd
Die Tabelle listet alle Spiele des Vereins in der Fußball-Regionalliga 2008/09 auf. Siege sind grün, Unentschieden sind gelb und Niederlagen sind rot hinterlegt.
| ST | Datum              | Gegner                  | Platz    | Ort                                   | Zuschauer | Ergebnis  | Tore |
| -- | ------------------ | ----------------------- | -------- | ------------------------------------- | --------- | --------- | --- |
| 1  | 16. August 2008    | Karlsruher SC II        | Heim     | Stadion am Böllenfalltor, Darmstadt   | 2.600     | 1:4 (0:0) | 0:1 Schröder (54., Elfmeter), 0:2 Fetsch, 1:2 Soriano (72.), 1:3 Stindl (79.), 1:4 Rutz (88.)                                                                         |
| 2  | 23. August 2008    | 1. FC Nürnberg II       | Auswärts | easyCredit-Stadion, Nürnberg          | 1.200     | 4:0 (1:0) | 1:0 Fuchs (23.), 2:0 Gehring (59.), 3:0 Sam (64.), 4:0 Kulabas (79., Elfmeter)                                                                                        |
| 3  | 29. August 2008    | SC Pfullendorf          | Heim     | Stadion am Böllenfalltor, Darmstadt   | 2.400     | 0:0 (0:0) | – |
| 10 | 7. September 2008  | SV Waldhof Mannheim     | Auswärts | Carl-Benz-Stadion, Mannheim           | 6.260     | 2:1 (0:0) | 0:1 Hübner (56.), 1:1 Wittke (61.), 2:1 Jüllich (73.) |
| 4  | 13. September 2008 | SSV Ulm 1846            | Auswärts | Donaustadion, Ulm                     | 1.600     | 1:0 (0:0) | 1:0 Marchese (73., Elfmeter) |
| 5  | 19. September 2008 | FC Eintracht Bamberg    | Heim     | Stadion am Böllenfalltor, Darmstadt   | 2.100     | 5:2 (0:1) | 0:1 Bechmann (12.), 1:1 Rasch (56.), 2:1 Baufeldt (63.), 2:2 Kaiser (66.), 3:2 Schmidt (67.), 4:2 Jovanovic (74., Elfmeter), 5:2 Kienast (87.)                        |
| 6  | 27. September 2008 | TSV 1860 München II     | Auswärts | Grünwalder Stadion, München           | 900       | 0:0 (0:0) | – |
| 7  | 4. Oktober 2008    | KSV Hessen Kassel       | Heim     | Stadion am Böllenfalltor, Darmstadt   | 3.100     | 2:2 (2:1) | 1:0 Jovanovic (12.), 1:1 Schönewolf (18.), 2:1 Hübner (21.), 2:2 Keim (90.)                                                                                           |
| 8  | 18. Oktober 2008   | SC Freiburg II          | Auswärts | Möslestadion, Freiburg im Breisgau    | 500       | 0:2 (0:1) | 0:1 Neumann (23.), 0:2 Szikal (86.) |
| 9  | 25. Oktober 2008   | SpVgg Greuther Fürth II | Heim     | Stadion am Böllenfalltor, Darmstadt   | 2.600     | 1:1 (0:1) | 0:1 Fiedler (33.), 1:1 Jovanovic (59., Elfmeter) |
| 11 | 2. November 2008   | Eintracht Frankfurt II  | Heim     | Stadion am Böllenfalltor, Darmstadt   | 3.000     | 1:3 (1:2) | 1:0 Hübner (3.), 1:1 Titsch-Rivero (26.), 1:2 Weil (34.), 1:3 Theuerkauf (82.)                                                                                        |
| 12 | 8. November 2008   | SSV Reutlingen 05       | Auswärts | Stadion an der Kreuzeiche, Reutlingen | 2.150     | 0:2 (0:0) | 0:1 Soriano (80.), 0:2 Kröh (90.) |
| 13 | 15. November 2008  | 1. FC Heidenheim        | Heim     | Stadion am Böllenfalltor, Darmstadt   | 2.100     | 1:1 (0:1) | 0:1 Endler (44.), 1:1 Baufeldt (76.) |
| 14 | 22. November 2008  | TSV Großbardorf         | Auswärts | Willy-Sachs-Stadion, Schweinfurt      | 720       | 0:4 (0:2) | 0:1 Jovanovic (1.), 0:2 Soriano (36.), 0:3 Soriano (58.), 0:4 Soriano (78.)                                                                                           |
| 15 | 29. November 2008  | Viktoria Aschaffenburg  | Auswärts | Stadion am Schönbusch, Aschaffenburg  | 2.100     | 1:1 (1:1) | 1:0 Feyh (13.), 1:1 Soriano (38.) |
| 16 | 6. Dezember 2008   | SV Wehen Wiesbaden II   | Heim     | Stadion am Böllenfalltor, Darmstadt   | 1.800     | 0:1 (0:0) | 0:1 Ziegenbein (5.) |
| 17 | 17. Dezember 2008  | SpVgg Unterhaching II   | Auswärts | Generali Sportpark, Unterhaching      | 120       | 1:3 (0:1) | 0:1 Soriano (42.), 0:2 Soriano (53.), 1:2 Löppert (62.), 1:3 Baufeldt (83.)                                                                                           |
| 18 | 20. Dezember 2008  | Karlsruher SC II        | Auswärts | Wildparkstadion, Karlsruhe            | 880       | 0:2 (0:0) | 0:1 Schmidt (47.), 0:2 Eidelwein (90.) |
| 21 | 7. März 2009       | SSV Ulm 1846            | Heim     | Stadion am Böllenfalltor, Darmstadt   | 11.100    | 0:4 (0:2) | 0:1 Marchese (18.), 0:2 Radojevic (31., Elfmeter), 0:3 Barth (58.), 0:4 Sauter (74.)                                                                                  |
| 22 | 13. März 2009      | FC Eintracht Bamberg    | Auswärts | Waldstadion, Weismain                 | 400       | 2:1 (2:0) | 1:0 Deptalla (3.), 2:0 Heyer (32.), 2:1 Jovanovic (52., Elfmeter) |
| 23 | 21. März 2009      | TSV 1860 München II     | Heim     | Stadion am Böllenfalltor, Darmstadt   | 2.100     | 3:2 (3:2) | 0:1 Hammann (3.), 1:1 Szollár (21.), 1:2 Tausendpfund (32.), 2:2 Baufeldt (38.), 3:2 Sökler (44.)                                                                     |
| 24 | 26. März 2009      | KSV Hessen Kassel       | Auswärts | Auestadion, Kassel                    | 5.000     | 3:0 (3:0) | 1:0 Bauer (6.), 2:0 Bauer (41., Elfmeter), 3:0 Bauer (43.) |
| 25 | 3. April 2009      | SC Freiburg II          | Heim     | Stadion am Böllenfalltor, Darmstadt   | 2.200     | 0:0 (0:0) | – |
| 20 | 11. April 2009     | SC Pfullendorf          | Auswärts | Alno-Arena, Pfullendorf               | 685       | 2:0 (0:0) | 1:0 Narr (57.), 2:0 Muzliukaj (65.) |
| 26 | 18. April 2009     | SpVgg Greuther Fürth II | Auswärts | Playmobil-Stadion, Fürth              | 240       | 3:1 (2:0) | 1:0 Prib (8.), 2:0 Prib (41.), 3:0 Dressler (59.), 3:1 Szikal (77.)                                                                                                   |
| 27 | 25. April 2009     | SV Waldhof Mannheim     | Heim     | Stadion am Böllenfalltor, Darmstadt   | 4.600     | 1:1 (1:0) | 1:0 Nguyen (11.), 1:1 Burgio (75.) |
| 28 | 2. Mai 2009        | Eintracht Frankfurt II  | Auswärts | Volksbank-Stadion, Frankfurt am Main  | 635       | 2:1 (0:0) | 1:0 Weil (49.), 1:1 Hübner (63.), 2:1 Teixeira-Rebelo (66.) |
| 29 | 8. Mai 2009        | SSV Reutlingen 05       | Heim     | Stadion am Böllenfalltor, Darmstadt   | 2.300     | 2:2 (0:1) | 0:1 Rill (34.), 1:1 Baufeldt (47.), 2:1 Heller (79., Eigentor), 2:2 Rill (90.)                                                                                        |
| 30 | 13. Mai 2009       | 1. FC Heidenheim        | Auswärts | Albstadion, Heidenheim an der Brenz   | 2.235     | 2:0 (2:0) | 1:0 Schnatterer (25.), 2:0 Heidenfelder (38.) |
| 31 | 16. Mai 2009       | TSV Großbardorf         | Heim     | Stadion am Böllenfalltor, Darmstadt   | 2.000     | 0:1 (0:0) | 0:1 Mantlik (77.) |
| 32 | 22. Mai 2009       | Viktoria Aschaffenburg  | Heim     | Stadion am Böllenfalltor, Darmstadt   | 2.100     | 2:1 (1:0) | 1:0 Soriano (11.), 1:1 Horr (48.), 2:1 Soriano (81., Elfmeter) |
| 19 | 30. Mai 2009       | 1. FC Nürnberg II       | Heim     | Stadion am Böllenfalltor, Darmstadt   | 1.700     | 1:1 (0:0) | 1:0 Kienast (48.), 1:1 Kulabas (73.) |
| 33 | 4. Juni 2009       | SV Wehen Wiesbaden II   | Auswärts | Brita-Arena, Wiesbaden                | 500       | 2:0 (2:0) | 1:0 De Souza (7.), 2:0 Schmeer (22.) |
| 34 | 6. Juni 2009       | SpVgg Unterhaching II   | Heim     | Stadion am Böllenfalltor, Darmstadt   | 1.400     | 6:3 (3:1) | 1:0 Baufeldt (14.), 2:0 Szikal (15.), 3:0 Sökler (17.), 3:1 Thee (38.), 3:2 Löppert (47.), 4:2 Soriano (56.), 4:3 Thiam (64.), 5:3 Jovanovic (70.), 6:3 Soriano (83.) |

### DFB-Pokal
Durch den Sieg des Hessenpokals 2007/08 qualifizierte sich der Verein für den DFB-Pokal 2008/09, dessen Spiel nachfolgend aufgeführt ist.
| Runde    | Datum           | Gegner             | Liga des Gegners | Platz | Ort                                 | Zuschauer | Ergebnis  | Tore                                   |
| -------- | --------------- | ------------------ | ---------------- | ----- | ----------------------------------- | --------- | --------- | -------------------------------------- |
| 1. Runde | 10. August 2008 | SV Wehen Wiesbaden | 2. Bundesliga    | Heim  | Stadion am Böllenfalltor, Darmstadt | 5.000     | 0:2 (0:0) | 0:1 Orahovac (68.), 0:2 Ahanfouf (85.) |

### Hessenpokal
Durch den Sieg des Regionalpokals 2008/09 qualifizierte sich der Verein für den Hessenpokal 2008/09, dessen Spiele nachfolgend aufgeführt sind. Zum Finale musste der SV Darmstadt 98 auswärts beim klassenhöheren Drittligaverein Kickers Offenbach antreten und unterlag dort 1:0, womit man die Teilnahme am DFB-Pokal 2009/10 verfehlte.
| Runde         | Datum          | Gegner              | Liga des Gegners | Platz    | Ort                                             | Zuschauer | Ergebnis  | Tore |
| ------------- | -------------- | ------------------- | ---------------- | -------- | ----------------------------------------------- | --------- | --------- | --- |
| Achtelfinale  | 29. März 2009  | SV Nieder-Wöllstadt | Gruppenliga      | Auswärts | Sportplatz an der B3, Nieder-Wöllstadt          | 600       | 0:7 (0:3) | 0:1 Soriano (3.), 0:2 Schmidt (16.), 0:3 Schmidt (31.), 0:4 Schmidt (63.), 0:5 Soriano (67.), 0:6 Remmers (73.), 0:7 Soriano (82.)                             |
| Viertelfinale | 22. April 2009 | SV Hummetroth       | Gruppenliga      | Auswärts | Stadion an der Haselburg, Hummetroth            | 700       | 0:8 (0:1) | 0:1 Jovanovic (32., Elfmeter), 0:2 Nguyen (56.), 0:3 Szikal (57.), 0:4 Schmidt (62.), 0:5 Nguyen (70.), 0:6 Szikal (77.), 0:7 Baufeldt (79.), 0:8 Szikal (87.) |
| Halbfinale    | 19. Mai 2009   | DJK Bad Homburg     | Gruppenliga      | Auswärts | Sportzentrum Nordwest, Bad Homburg vor der Höhe | 411       | 2:3 (0:1) | 0:1 Jovanovic (1.), 0:2 MucaU19 (58.), 1:2 Soldo (64.), 1:3 Betz (72.), 2:3 Zuerluer (85.)                                                                     |
| Finale        | 27. Mai 2009   | Kickers Offenbach   | 3. Liga          | Auswärts | Stadion am Bieberer Berg, Offenbach am Main     | 5.456     | 1:0 (1:0) | 1:0 Huber (45.) |

### Regionalpokal
Durch den Sieg des Kreispokals 2007/08 qualifizierte sich der Verein für den Regionalpokal 2008/09, dessen Spiele nachfolgend aufgeführt sind. Als Sieger qualifizierte sich Darmstadt damit für den Hessenpokal 2008/09.
| Runde      | Datum              | Gegner        | Liga des Gegners | Platz    | Ort                                               | Zuschauer | Ergebnis             | Tore |
| ---------- | ------------------ | ------------- | ---------------- | -------- | ------------------------------------------------- | --------- | -------------------- | --- |
| Halbfinale | 10. September 2008 | VfB Ginsheim  | Gruppenliga      | Auswärts | Sportplatz in der Ortsmitte, Ginsheim-Gustavsburg | 350       | 0:4 (0:2)            | 0:1 Hübner (28.), 0:2 Hübner (43.), 0:3 Baufeldt (71.), 0:4 Kröh (89.)                                                                                         |
| Finale     | 8. Oktober 2008    | SV Hummetroth | Gruppenliga      | Auswärts | Stadion an der Haselburg, Hummetroth              | 400       | 2:5 n. V. (1:1, 2:2) | 0:1 Jovanovic (34., Elfmeter), 1:1 Leifermann (35.), 2:1 Leifermann (73.), 2:2 Nguyen (88.), 2:3 Klein (105., Eigentor), 2:4 Eidelwein (109.), 2:5 Kröh (111.) |

### Kreispokal
Die Spiele im Kreispokal 2008/09 des SV Darmstadt 98 sind nachfolgend aufgeführt. Das Finale dieses Wettbewerbs wurde erst nach der Sommerpause, während der Saisonvorbereitung auf die Saison 2009/10 mit entsprechendem Spielerkader ausgetragen. Als Sieger qualifizierte sich der Verein damit für den Regionalpokal 2009/10.
| Runde         | Datum             | Gegner                  | Liga des Gegners | Platz    | Ort                                             | Zuschauer | Ergebnis   | Tore |
| ------------- | ----------------- | ----------------------- | ---------------- | -------- | ----------------------------------------------- | --------- | ---------- | --- |
| 1. Runde      | 3. September 2008 | SV Hahn                 | Kreisliga A      | Auswärts | Sportpark Hahn, Pfungstadt-Hahn                 | 120       | 0:10 (0:3) | 0:1 Soriano (4.), 0:2 Szikal (16.), 0:3 Soriano (23.), 0:4 Soriano (47.), 0:5 Heß (64.), 0:6 Weber (71.), 0:7 Heß (76.), 0:8 Schmidt (82.), 0:9 Soriano (85.), 0:10 Kröh (90.)                                 |
| 2. Runde      | 15. Oktober 2008  | SKG Ober-Beerbach       | Kreisoberliga    | Auswärts | Sportplatz Ober-Beerbach                        | 150       | 1:6 (0:3)  | 0:1 Baufeldt (8.), 0:2 Jovanovic (14.), 0:3 Eidelwein (41.), 1:3 Güler (53., Elfmeter), 1:4 Baufeldt (66.), 1:5 Soriano (75.), 1:6 Soriano (86.)                                                               |
| Viertelfinale | 19. November 2008 | SpVgg Seeheim-Jugenheim | Kreisoberliga    | Auswärts | Christian-Stock-Stadion, Seeheim-Jugenheim      | 250       | 1:10 (0:5) | 0:1 Weber (7.), 0:2 Betz (11.), 0:3 Baufeldt (36.), 0:4 Betz (43.), 0:5 Eidelwein (44.), 0:6 Betz (48.), 0:7 Baufeldt (50.), 0:8 Eidelwein (55.), 0:9 Weber (57.), 1:9 Blatt (66., Elfmeter), 1:10 Weber (80.) |
| Halbfinale    | 15. April 2009    | Rot-Weiß Darmstadt      | Verbandsliga     | Auswärts | Waldsportpark, Darmstadt                        | 600       | 2:4 (2:3)  | 1:0 Dukas (8.), 1:1 Sökler (33., Elfmeter), 1:2 Betz (35.), 2:2 Kalbfleisch (37.), 2:3 Soriano (41.), 2:4 Sökler (69.)                                                                                         |
| Finale        | 11. Juli 2009     | 1. FCA Darmstadt        | Verbandsliga     | Auswärts | Sportgelände am Gehmer Weg, Darmstadt-Arheilgen | 300       | 1:5 (1:2)  | 0:1 Pakel (18.), 0:2 Soriano (21.), 1:2 Helfmann (34.), 1:3 MucaU19 (67.), 1:4 Melunović (73.), 1:5 Pakel (81.)                                                                                                |

### Hallenturnier
Am 10. und 11. Januar 2009 nahm der SV Darmstadt 98 zum zweiten Mal in Folge an einem Hallenturnier namens Sparkassen-Cup in Eppelheim teil. Auf einem Hallenfußballfeld wurde je Spiel 15 Minuten lang gespielt. Einzig das Finale und das Spiel um Platz 3, welches die Lilien auch erreichten, nachdem sie den damals klassenhöheren Gastgeber Kickers Offenbach im Halbfinale unterlagen, fand über 20 Minuten statt.
| Runde            | Datum           | Gegner                 | Liga des Gegners           | Zuschauer | Ergebnis | Tore |
| ---------------- | --------------- | ---------------------- | -------------------------- | --------- | -------- | --- |
| Vorrunde         | 10. Januar 2009 | TuS Mechtersheim       | Oberliga Südwest           | 3.000     | 2:1      | 1:0 Remmers (5.), 2:0 Kienast (7.), 2:1 (13.)                                                                                   |
| Vorrunde         | 10. Januar 2009 | FC Zuzenhausen         | Verbandsliga               | 3.000     | 3:0      | 1:0 Hübner (6.), 2:0 Kienast (10.), 3:0 Pellowski (15.)                                                                         |
| Vorrunde         | 11. Januar 2009 | SG Wiesenbach          | Verbandsliga               | 2.000     | 3:1      | 1:0 Baufeldt (3.), 1:1 (6.), 2:1 Baufeldt (10.), 3:1 Rasch (12.)                                                                |
| Viertelfinale    | 11. Januar 2009 | FC-Astoria Walldorf II | Verbandsliga               | 2.000     | 3:2      | 1:0 Kienast (2.), 2:0 Remmers (5.), 2:1 (9.), 2:2 (10.), 3:2 Pellowski (11.)                                                    |
| Halbfinale       | 11. Januar 2009 | Kickers Offenbach      | 3. Liga                    | 2.000     | 2:3      | 0:1 (1.), 0:2 (4.), 0:3 (8.), 1:3 Hübner (10.), 2:3 Remmers (14.)                                                               |
| Spiel um Platz 3 | 11. Januar 2009 | FC-Astoria Walldorf    | Oberliga Baden-Württemberg | 2.000     | 4:5      | 0:1 (3.), 0:2 (5.), 1:2 Baufeldt (7.), 1:3 (10.), 2:3 Schmidt (13.), 3:3 Baufeldt (15.), 3:4 (16.), 3:5 (17.), 4:5 Hübner (19.) |

### Freundschaftsspiele
Diese Tabelle führt die ausgetragenen Freundschaftsspiele des Vereins in der Saison 2008/09 auf. Diese umfassen Testspiele, Benefizspiele und zwei Tagesturniere (am 13. Juli 2008 in Darmstadt und am 1. August 2008 in Kassel).
| Datum            | Gegner                    | Liga des Gegners  | Platz    | Ort                                           | Zuschauer | Ergebnis             | Tore |
| ---------------- | ------------------------- | ----------------- | -------- | --------------------------------------------- | --------- | -------------------- | --- |
| 5. Juli 2008     | Bayer 04 Leverkusen       | 1. Bundesliga     | Heim     | Stadion am Böllenfalltor, Darmstadt           | 3.000     | 1:4 (0:4)            | 0:1 Kießling (15.), 0:2 Bulykin (20.), 0:3 Kießling (27.), 0:4 Kießling (36.), 1:4 Eidelwein (56.) |
| 10. Juli 2008    | Germania Eberstadt        | Kreisoberliga     | Auswärts | Waldsportplatz, Darmstadt-Eberstadt           | 300       | 0:3 (0:1)            | 0:1 Rauschmayr (26.), 0:2 Kröh (55.), 0:3 Kröh (63.) |
| 13. Juli 2008    | SV Wehen Wiesbaden        | 2. Bundesliga     | Heim     | Stadion am Böllenfalltor, Darmstadt           | 2.000     | 0:1 (0:1)            | 0:1 Orahovac (24.) |
| 13. Juli 2008    | FSV Frankfurt             | 2. Bundesliga     | Heim     | Stadion am Böllenfalltor, Darmstadt           | 2.000     | 2:3 (1:2)            | 1:0 Faga (14.), 1:1 Barletta (18.), 1:2 Sobotzik (28.), 2:2 Eidelwein (47.), 2:3 Bouhaddouz (54.) |
| 19. Juli 2008    | SSV Brensbach             | Kreisliga B       | Auswärts | Sportplatz in der Kehl, Brensbach             | 500       | 0:10 (0:5)           | 0:1 Hübner (18.), 0:2 Weber (25.), 0:3 Nguyen (32.), 0:4 Weber (36.), 0:5 Hübner (38.), 0:6 Eidelwein (50.), 0:7 Jovanovic (51.), 0:8 Jovanovic (77.), 0:9 Betz (85.), 0:10 Eidelwein (90.) |
| 20. Juli 2008    | TS Ober-Roden             | Kreisoberliga     | Auswärts | Sportplatz Dr.-Walter-Kolb-Straße, Ober-Roden | 250       | 0:15 (0:10)          | 0:1 Hübner (5.), 0:2 Jovanovic (9.), 0:3 Jovanovic (12.), 0:4 Eidelwein (17.), 0:5 Remmers (21.), 0:6 Hübner (28.), 0:7 Jovanovic (30.), 0:8 Jovanovic (38., Elfmeter), 0:9 Eidelwein (39.), 0:10 Remmers (45.), 0:11 Szikal (66.), 0:12 Heß (68.), 0:13 Kienast (82.), 0:14 Faga (84.), 0:15 Kröh (90.) |
| 23. Juli 2008    | 1. FSV Mainz 05 II        | Regionalliga West | Neutral  | Sportplatz Reichelsheim (Odenwald)            | 300       | 0:1 (0:1)            | 0:1 Petreski (18.) |
| 27. Juli 2008    | Hapoel Ramat Gan          | Liga Leumit       | Heim     | Stadion am Böllenfalltor, Darmstadt           | 500       | 2:1 (1:0)            | 1:0 Baufeldt (15.), 2:0 Betz (62.), 2:1 Abutbul (80.) |
| 29. Juli 2008    | TSV Nieder-Ramstadt       | Kreisliga B       | Auswärts | Sportplatz am Chaussee-Haus, Nieder-Ramstadt  | 450       | 0:22 (0:13)          | 0:1 Szollár (2.), 0:2 Eidelwein (3.), 0:3 Kröh (4.), 0:4 Baufeldt (10.), 0:5 Eidelwein (13.), 0:6 Heß (18.), 0:7 Kröh (34.), 0:8 Eidelwein (35.), 0:9 Kröh (37.), 0:10 Kröh (39.), 0:11 Baufeldt (43.), 0:12 Heß (44.), 0:13 Baufeldt (45.), 0:14 Weber (53.), 0:15 Weber (60.), 0:16 Baufeldt (67.), 0:17 Nguyen (68.), 0:18 Baufeldt (69.), 0:19 Baufeldt (73.), 0:20 Weber (79.), 0:21 Rasch (80.), 0:22 Hübner (89.) |
| 1. August 2008   | SV Babelsberg 03          | Regionalliga Nord | Neutral  | Auestadion, Kassel                            | 500       | 1:0 (1:0)            | 1:0 Prochnow (37.) |
| 1. August 2008   | KSV Hessen Kassel         | Regionalliga Süd  | Auswärts | Auestadion, Kassel                            | 500       | 0:3 n. E. (0:0, 0:0) | Elfmeterschießen: 0:1 Eidelwein, 0:2 Kienast, 0:3 Heß |
| 11. Oktober 2008 | Stadtauswahl Groß-Umstadt | —                 | Neutral  | Sportplatz Richen (Groß-Umstadt)              | 400       | 0:9 (0:5)            | 0:1 Hübner (20.), 0:2 Nguyen (23.), 0:3 Hübner (36.), 0:4 Nguyen (42.), 0:5 Soriano (43.), 0:6 Soriano (52.), 0:7 Nguyen (58.), 0:8 Soriano (72.), 0:9 Heß (77.) |
| 8. Dezember 2008 | 1. FSV Mainz 05           | 2. Bundesliga     | Auswärts | Bruchwegstadion, Mainz                        | 150       | 3:0 (2:0)            | 1:0 Bogavac (9.), 2:0 Ruman (44.), 3:0 Ruman (66.) |
| 18. Januar 2009  | SV Sandhausen             | 3. Liga           | Auswärts | Hardtwaldstadion Nebenplatz, Sandhausen       | 50        | 1:0 (0:0)            | 1:0 Öztürk (63.) |
| 24. Januar 2009  | 1. FC Kaiserslautern II   | Regionalliga West | Neutral  | SKG-Arena, Bickenbach                         | 300       | 1:3 (0:0)            | 0:1 Nazarov (46.), 0:2 Jemmely (62.), 1:2 Rasch (89.), 1:3 Francoise (90.) |
| 25. Januar 2009  | FC Viktoria 09 Urberach   | Hessenliga        | Heim     | HEAG-Stadion, Darmstadt                       | 200       | 4:2 (0:1)            | 0:1 Kurek (23.), 1:1 Peterson (56.), 2:1 Betz (75.), 2:2 Rhein (82.), 3:2 Neumann (88.), 4:2 Kröh (89.) |
| 31. Januar 2009  | Stuttgarter Kickers       | 3. Liga           | Heim     | HEAG-Stadion, Darmstadt                       | 200       | 1:3 (1:1)            | 0:1 Galm (14.), 1:1 Soriano (20.), 1:2 Reiß (65.), 1:3 Landeka (68.) |
| 1. Februar 2009  | 1. FC Schweinfurt 05      | Bayernliga        | Heim     | HEAG-Stadion, Darmstadt                       | 100       | 2:0 (2:0)            | 1:0 Peterson (7.), 2:0 Baufeldt (25.) |
| 4. Februar 2009  | 1. FC Saarbrücken         | Oberliga Südwest  | Heim     | Sportanlage Worfelden                         | 150       | 1:2 (1:1)            | 0:1 Weißmann, 1:1 Pellowski (21.), 1:2 Berrafato (60.) |
| 7. Februar 2009  | Eintracht Trier           | Regionalliga West | Heim     | HEAG-Stadion, Darmstadt                       | 130       | 2:2 (0:0)            | 0:1 (63.), 1:1 Baufeldt (69.), 2:1 Hübner (72.), 2:2 (77.) |
| 10. Februar 2009 | 1. FSV Mainz 05 II        | Regionalliga West | Auswärts | Bruchwegstadion Nebenplatz, Mainz             | 25        | 0:1 (0:1)            | 0:1 Soriano (25.) |
| 14. Februar 2009 | Wormatia Worms            | Regionalliga West | Heim     | HEAG-Stadion, Darmstadt                       | 250       | 1:0 (1:0)            | 1:0 Sökler (24., Elfmeter) |
| 21. Februar 2009 | Karlsruher SC II          | Regionalliga Süd  | Heim     | HEAG-Stadion, Darmstadt                       | 150       | 0:2 (0:1)            | 0:1 Englert (22.), 0:2 Toch (78.) |
| 27. Februar 2009 | SV Wehen Wiesbaden II     | Regionalliga Süd  | Heim     | HEAG-Stadion, Darmstadt                       | 100       | 5:1 (3:1)            | 1:0 Betz (12.), 2:0 Baufeldt (26.), 2:1 Schmidt (29.), 3:1 Pellowski (35.), 4:1 Sökler (66.), 5:1 Soriano (72.) |

## Saisonverlauf
| Spieltag | 1  | 2  | 3  | 4  | 5  | 6  | 7  | 8  | 9  | 10 | 11 | 12 | 13 | 14 | 15 | 16 | 17 | 18 | 19 | 20 | 21 | 22 | 23 | 24 | 25 | 26 | 27 | 28 | 29 | 30 | 31 | 32 | 33 | 34 |
| -------- | -- | -- | -- | -- | -- | -- | -- | -- | -- | -- | -- | -- | -- | -- | -- | -- | -- | -- | -- | -- | -- | -- | -- | -- | -- | -- | -- | -- | -- | -- | -- | -- | -- | -- |
| Spielort | H  | A  | H  | A  | H  | A  | H  | A  | H  | A  | H  | A  | H  | A  | A  | H  | A  | A  | H  | A  | H  | A  | H  | A  | H  | A  | H  | A  | H  | A  | H  | H  | A  | H  |
| Resultat | N  | N  | U  | N  | S  | U  | U  | S  | U  | N  | N  | S  | U  | S  | U  | N  | S  | S  | U  | N  | N  | N  | S  | N  | U  | N  | U  | N  | U  | N  | N  | S  | N  | S  |
| Platz    | 18 | 18 | 18 | 18 | 17 | 14 | 16 | 12 | 13 | 13 | 14 | 13 | 13 | 10 | 12 | 12 | 12 | 10 | 11 | 11 | 12 | 12 | 12 | 12 | 12 | 13 | 13 | 14 | 14 | 15 | 15 | 15 | 15 | 15 |

Legende: Spielort: H = Heim; A = Auswärts. Resultat: S = Sieg; U = Unentschieden; N = Niederlage

## Abschlusstabelle

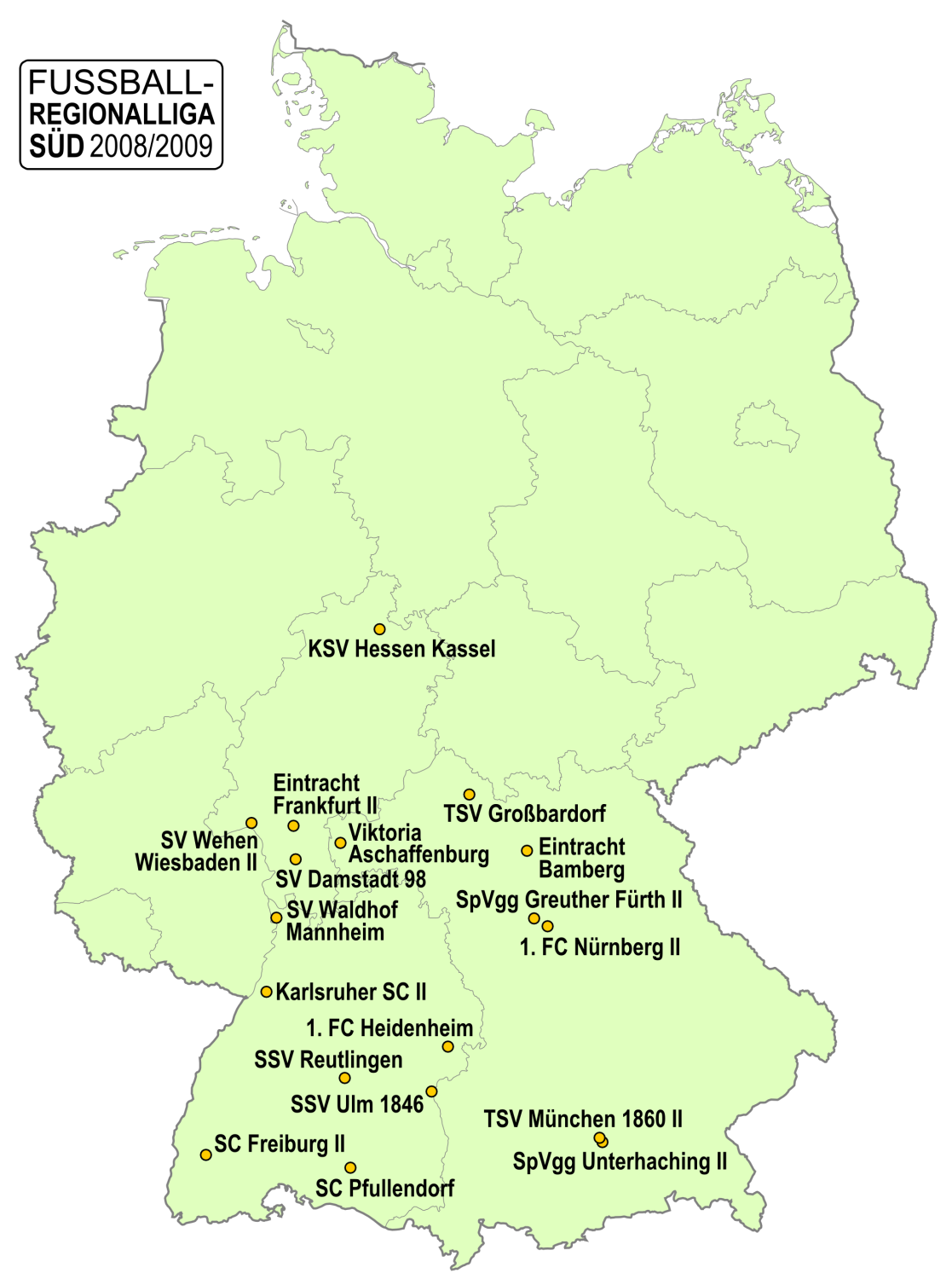
Vereine der Regionalliga Süd, Saison 2008/09 im Überblick

| Rang | Verein                          | Sp. | S  | U  | N  | Tore  | Diff. | Punkte |
| ---- | ------------------------------- | --- | -- | -- | -- | ----- | ----- | ------ |
| 01.  | 1. FC Heidenheim (N)            | 34  | 22 | 6  | 6  | 61:37 | +24   | 72     |
| 02.  | KSV Hessen Kassel (A)           | 34  | 22 | 5  | 7  | 75:33 | +42   | 71     |
| 03.  | Eintracht Frankfurt II U23 (N)  | 34  | 19 | 9  | 6  | 61:35 | +26   | 66     |
| 04.  | SV Waldhof Mannheim (N)         | 34  | 19 | 6  | 9  | 54:30 | +24   | 63     |
| 05.  | 1. FC Nürnberg II U23 (N)       | 34  | 17 | 10 | 7  | 65:37 | +28   | 61     |
| 06.  | TSV 1860 München II U23 (A)     | 34  | 16 | 7  | 11 | 59:42 | +17   | 55     |
| 07.  | SSV Ulm 1846 (N)                | 34  | 13 | 14 | 7  | 55:35 | +20   | 53     |
| 08.  | SC Pfullendorf (A)              | 34  | 14 | 8  | 12 | 50:48 | +02   | 50     |
| 09.  | SV Wehen Wiesbaden II U23 (N)   | 34  | 15 | 4  | 15 | 40:37 | +03   | 49     |
| 10.  | 1. FC Eintracht Bamberg (N)     | 34  | 12 | 8  | 14 | 50:61 | −11   | 44     |
| 11.  | SpVgg Greuther Fürth II U23 (N) | 34  | 10 | 11 | 13 | 37:39 | −02   | 41     |
| 12.  | SSV Reutlingen 05 (A)           | 34  | 10 | 10 | 14 | 41:55 | −14   | 40     |
| 13.  | Viktoria Aschaffenburg 1 (N)    | 34  | 9  | 12 | 13 | 38:46 | −08   | 39     |
| 14.  | SC Freiburg II U23 (N)          | 34  | 11 | 5  | 18 | 46:63 | −17   | 38     |
| 15.  | SV Darmstadt 98 (N)             | 34  | 9  | 10 | 15 | 44:54 | −10   | 37     |
| 16.  | Karlsruher SC II U23 (A)        | 34  | 10 | 4  | 20 | 37:66 | −29   | 34     |
| 17.  | TSV Großbardorf 2 (N)           | 34  | 4  | 6  | 24 | 32:84 | −52   | 18     |
| 18.  | SpVgg Unterhaching II U23 (N)   | 34  | 4  | 5  | 25 | 35:78 | −43   | 17     |

| Legende |                                                       |
|         | Aufsteiger in die 3. Liga                             |
|         | Absteiger in die Oberligen                            |
| (A)     | Absteiger aus der drittklassigen Regionalliga 2007/08 |
| (N)     | Aufsteiger aus der Oberliga                           |

## Zuschauerzahlen
Folgende Tabelle bietet einen Vergleich der Zuschauerzahlen der Heim- und Auswärtsspiele des SV Darmstadt 98 im Ligabetrieb dieser Saison. Die Vereine sind nach Austragungsreihenfolge der Heimspiele nach Spieltag sortiert.
| Gegner in Heimspielreihenfolge | Heimspiel | Auswärtsspiel | Austragungsort beim Auswärtsspiel                     |
| ------------------------------ | --------- | ------------- | ----------------------------------------------------- |
| 1. Karlsruher SC II            | 02.600    | 0880          | Wildparkstadion, Karlsruhe                            |
| 2. SC Pfullendorf              | 02.400    | 0685          | Alno-Arena, Aalen                                     |
| 3. FC Eintracht Bamberg        | 02.100    | 0400          | Fuchs-Park-Stadion, Bamberg                           |
| 4. KSV Hessen Kassel           | 03.100    | 5.000         | Auestadion, Kassel                                    |
| 5. SpVgg Greuther Fürth II     | 02.600    | 0240          | Playmobil-Stadion, Fürth                              |
| 6. Eintracht Frankfurt II      | 03.000    | 0635          | Volksbank-Stadion, Frankfurt am Main                  |
| 7. 1. FC Heidenheim            | 02.100    | 2.235         | Albstadion, Heidenheim an der Brenz                   |
| 8. SV Wehen Wiesbaden II       | 01.800    | 0500          | Brita-Arena, Wiesbaden                                |
| 9. SSV Ulm 1846                | 11.100    | 1.600         | Donaustadion, Ulm                                     |
| 10. TSV 1860 München II        | 02.100    | 0900          | Städtisches Stadion an der Grünwalder Straße, München |
| 11. SC Freiburg II             | 02.200    | 0500          | Möslestadion, Freiburg im Breisgau                    |
| 12. SV Waldhof Mannheim        | 04.600    | 6.260         | Carl-Benz-Stadion, Mannheim                           |
| 13. SSV Reutlingen 05          | 02.300    | 2.150         | Stadion an der Kreuzeiche, Reutlingen                 |
| 14. TSV Großbardorf            | 02.000    | 0720          | Willy-Sachs-Stadion, Schweinfurt                      |
| 15. Viktoria Aschaffenburg     | 02.100    | 2.100         | Stadion am Schönbusch, Aschaffenburg                  |
| 16. 1. FC Nürnberg II          | 01.700    | 1.200         | easyCredit-Stadion, Nürnberg                          |
| 17. SpVgg Unterhaching II      | 01.400    | 0120          | Generali Sportpark, Unterhaching                      |
| Im Schnitt:                    | 02.894    | 1.536         | Heimspiele: Stadion am Böllenfalltor, Darmstadt       |